# 圣樊尚迪布莱
圣樊尚迪布莱（法語：Saint-Vincent-du-Boulay，法語發音：[sɛ̃ vɛ̃sɑ̃ dy bulɛ]）是法国厄尔省的一个市镇，属于贝尔奈区。

## 地理
圣樊尚迪布莱（49°6'11"N, 0°29'23"E）面积6.56 平方千米，位于法国诺曼底大区厄尔省，该省份为法国北部内陆省份，北起滨海塞纳省，西接奧恩省和卡爾瓦多斯省，南至厄尔-卢瓦省，东临瓦兹省、瓦兹河谷省和伊夫林省。
与圣樊尚迪布莱接壤的市镇（或旧市镇、城区）包括：德吕库尔、布尔南维尔-法沃罗勒、圣马丹迪蒂约勒、普兰维尔、圣马尔德弗雷讷、勒普朗凯。
圣樊尚迪布莱的时区为UTC+01:00、UTC+02:00（夏令时）。

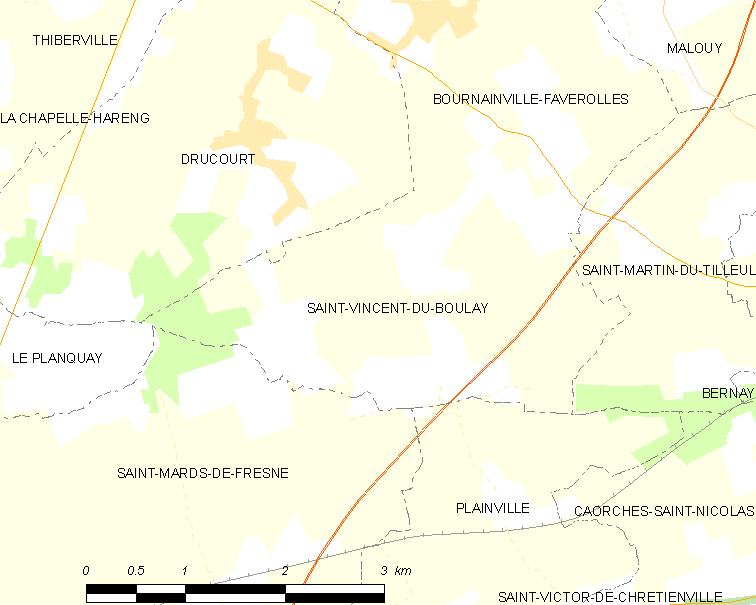
圣樊尚迪布莱的OSM定位图

## 行政
圣樊尚迪布莱的邮政编码为27230，INSEE市镇编码为27613。

## 政治
圣樊尚迪布莱所属的省级选区为伯兹维尔县。

## 人口

1962-2008年间圣樊尚迪布莱人口变化图示

圣樊尚迪布莱于2022年1月1日时的人口数量为370人。